# Podaca
Podaca település Horvátországban, Split-Dalmácia megyében. Közigazgatásilag Gradachoz tartozik.

## Fekvése
Makarskától légvonalban 29, közúton 36 km-re délkeletre, községközpontjától 4 km-re északnyugatra a Biokovo-hegység délkeleti nyúlványa, a Rilić-hegység lejtői alatt, az Adria-parti főút mentén, a tengerparton fekszik. Két fő településrésze a hegyek alatti Selo és a tengerparti Kraj.

## Története
Podaca területe már az írott történelem előtti időben is lakott volt, amit az itt talált, a neolitikumtól az ókorig terjedő időszakból származó leletek bizonyítanak. A térség első ismert népe az illírek egyik törzse a dalmátok voltak, akik a magaslatokon épített, jól védhető erődített településeikben laktak. A rómaiak hosszú ideig tartó harcok után csak az 1. században hódították meg ezt a vidéket. Az illírek elleni 9-ben aratott végső győzelem után békésebb idők következtek. A horvát törzsek a 7. század végén telepedtek le itt, ezután területe a neretvánok kenézségének Paganiának a részét képezte. Arról, hogy ez a terület a középkor folyamán is lakott volt a 11. századi Szent János templom és a valamivel későbbi temető sírkövei adnak bizonyságot.
A település földrajzi fekvése alapján kapta a nevét, mivel a Biokovo-hegység völgyei alatt („pod docima”) fekszik. Podaca első írásos említése 1477-ben egy török dokumentumban történt. Velencei forrásban csak 1571-ben szerepel először olyan tengerparti településként, amely akkor került velencei fennhatóság alá. A velencei uralom azonban ekkor még rövid életű volt (csak 1573-ig tartott), hiszen a település a 15. század végétől 1684-ig, kétszáz évig volt az Oszmán Birodalom uralma alatt. Ez idő alatt a lakosság lelki szolgálatát a szomszédos zaostrogi kolostor ferences szerzetesei látták el. A velencei-török háborúk időszakára emlékeztet az a toronyvár, melyet még a török hósítás előtt emeltek a helyiek a saját védelmükre. Podaca plébániáját is a török uralom idején, 1623-ban említik először Marijan Pavlović sutjeskai ferences tartományfőnöknek a római Népek Evangelizációjának Kongregációja (Sancta Congregatio de Propaganda Fide) részére írt jelentésében. A török uralom végével a település a Velencei Köztársaság uralma alá került.
A velencei uralomnak 1797-ben vége szakadt és osztrák csapatok vonultak be Dalmáciába. 1806-ban az osztrákokat legyőző franciák uralma alá került, de Napóleon lipcsei veresége után 1813-ban újra az osztrákoké lett. A településnek 1857-ben 345, 1910-ben 373 lakosa volt. 1918-ban az új szerb-horvát-szlovén állam, majd később Jugoszlávia része lett. A második világháború idején a Független Horvát Állam része volt. 1962-ben nagy földrengés pusztította a környéket, melyben számos épület, köztük a Szent János templom is megrongálódott. 1965-ben megépült az Adria-parti főút is. Ennek hatására a hegy alatti Selo lakói elhagyták régi lakhelyeiket és a tengerpart közelében fekvő Krajon építették fel új házaikat. A település 1991 óta a független Horvátországhoz tartozik 2011-ben 729 lakosa volt.

## Népesség
| Lakosság változása | Lakosság változása | Lakosság változása | Lakosság változása | Lakosság változása | Lakosság változása | Lakosság változása | Lakosság változása | Lakosság változása | Lakosság változása | Lakosság változása | Lakosság változása | Lakosság változása | Lakosság változása | Lakosság változása | Lakosság változása |
| ------------------ | ------------------ | ------------------ | ------------------ | ------------------ | ------------------ | ------------------ | ------------------ | ------------------ | ------------------ | ------------------ | ------------------ | ------------------ | ------------------ | ------------------ | ------------------ |
| 1857               | 1869               | 1880               | 1890               | 1900               | 1910               | 1921               | 1931               | 1948               | 1953               | 1961               | 1971               | 1981               | 1991               | 2001               | 2011               |
| 345                | 375                | 372                | 379                | 409                | 373                | 364                | 309                | 213                | 192                | 158                | 176                | 184                | 218                | 716                | 729                |

## Nevezetességei
- A Sarlós Boldogasszony tiszteletére szentelt új plébániatemplomát 1963-ban Ante Barač tervei szerint betonból építették. Kraj településrészen található, ahova a régi központból Seloból a lakosság az 1962-es nagy földrengés után települt át. Bár hivatalos titulusa Mária látogatása Erzsébetnél a nép mégis „Gospa od Milosrđa”, azaz Irgalmasság anyjának nevezi. A templom a harangtoronnyal alacsony építésű, hogy a házak közül ne nagyon tűnjön ki. Építését a római központú Nemzetközi Caritas támogatta. Bejárata felett két oszlopon nyugvó narthex látható. Berendezéséből Szűz Mária gyermekével, Szent József, Páduai Szent Antal, Jézus szíve és Mária szíve szobrai említésre méltók. Oldalkápolnájában egy feszület látható, amely a luganói püspök ajándéka és 1998-ban került a templomba.
- Szent István első vértanú tiszteletére szentelt régi plébániatemploma a régi Selo településrészen áll. A templom a 18. században épült a régebbi, lebontott plébániatemplom helyén, melyet a plébánia régi anyakönyvei említenek. Felszentelése 1762-ben történt. 1901-ben hatvan centiméterrel megmagasították, ablakait megnagyobbították és sekrestyét építettek hozzá. Bejárata felett kőrozetta, a homlokzat csúcsán kőkereszt látható. A márvány főoltáron a szent 1883-ban vásárolt szobra áll, melyet 1908-ban ezüst koronával ékesítettek. A két emelet magas, karcsú harangtorony 1888-ban épült. 1909-ben a templom felújításakor déli oldalához új sekrestyét építettek. A templomtól délre temető fekszik.
- Keresztelő Szent János temploma[4] a Makarskai riviéra legrégibb templomai közé tartozik. Alapítója korának egyik hatalmassága a Kačić nemzetség volt, melynek feliratos sírkövei is voltak a templomban, de idővel tönkrementek. Néhány sírkő a templom előtt látható. A templomot a 11. vagy legkésőbb a 12. században építették dongaboltozattal. Az idők folyamán több átépítésen esett át. Oltára későbbi építésű. Apszisában nagyméretű vászonra festett kép látható. A késő barokk  kompozíció Szent Jánost szentek társaságában ábrázolja. Az épületet 1911-ben renoválták. Az 1962-es földrengés súlyosan megrongálta. A 17. században két dokumentum is megemlíti. Első említése a török Smail aga nevéhez fűződik. 1672-ben Marijan Lišnjić püspök is megemlíti a Szentszéknek írt jelentésében. A templom műemlékvédelem alatt áll.
- A település török kori emléke a keleti bejárata feletti sziklán épült toronyvár,[5] melyet lakói még a török hódítás előtt építettek. Az építmény szabálytalan alaprajzú. Földszinti része boltozott, északi homlokzatán több szintben lőrések, a délin kis kapubejáró látható. A déli oldalán védőfal maradványai találhatók. Felújítása 2005-ben a romok konzerválásával kezdődött.
- Podaca nyugati szélén régészeti lelőhely található, ahol az újkőkortól az ókorig terjedő időszakból számos lelet került elő.

## Gazdaság
Az itt lakók fő megélhetési forrása a turizmus. Számos kiadó ház, apartman és szoba található itt. A turistákat több vendéglátó egység szolgálja. Ezen kívül főként halászattal, mezőgazdasággal, olajbogyó termesztéssel foglalkoznak.